# Drenovac (Vranje)
Pour les articles homonymes, voir Drenovac.
Drenovac (en serbe cyrillique : Дреновац) est un village de Serbie situé sur le territoire de la ville de Vranje, district de Pčinja. Au recensement de 2011, il comptait 117 habitants.

## Démographie
| 1948 | 1953 | 1961 | 1971 | 1981 | 1991 | 2002 | 2011 |
| ---- | ---- | ---- | ---- | ---- | ---- | ---- | ---- |
| 868  | 923  | 794  | 683  | 467  | 288  | 167  | 117  |

|  |